# Ga Tây Tử Loan
Ga Tây Tử Loan là ga cuối của Tuyến Cam và nối với ga Hà Mã Tinh trên Tuyến Vòng thuộc Hệ thống giao thông nhanh Cao Hùng. Nó nằm ở Hà Mã Tinh của khu Cổ Sơn, Cao Hùng. Tên của nó có nguồn gốc từ Tây Tử Loan, một khu vực cảnh quan gần đó.

## Tổng quan ga
Nó được mở cửa vào năm 1908 và bắt đầu dịch vụ đi đến khu vực cảng Cao Hùng. Khu vực nhà ga được chuyển đổi thành công viên văn hóa đường sắt.

## Thiết kế ga
Nhà ga gồm 2 phần, nhà ga dưới lòng đất với một ke ga. Nhà ga dài 282 mét (925 ft).

### Bố trí ga
| Đường đi | Lối ra/vào                                                        | Lối ra/vào                                                          |
| B1       | Hành lang                                                         | Hành lang, quầy thông tin, máy bán vé tự động, quầy soát vé 1 chiều |
| B1       | Hành lang                                                         | Nhà vệ sinh (gần lối thoát 2)                                       |
| B2       | Ke ga 1                                                           | → KMRT Tuyến Cam hướng đi Đại Liêu (Tây Tử Loan) →                  |
| B2       | Ke ga], cửa sẽ mở phía bên trái cho ke ga 1, bên phải cho ke ga 2 |                                                                     |
| B2       | Ke ga 2                                                           | → KMRT Tuyến Cam hướng đi Đại Liêu (Tây Tử Loan) →                  |

### Lối thoát
- Lối thoát 1: Bến thuyền Cổ Sơn, bưu điện Cổ Sơn
- Lối thoát 2: Hải quan Cao Hùng, làng chày Cao Hùng

## Xung quanh ga
- Ngân hàng Đài Loan, chi nhánh Cổ Sơn
- Trường tiểu học Cổ Sơn
- Bến thuyền Cổ Sơn
- Chợ Cổ Sơn
- Làng chày Cao Hùng
- Cảng Cao Hùng
- Ga cảng Cao Hùng
- Thọ Sơn
- Đại học quốc lập Trung Sơn